# Розлив нафти

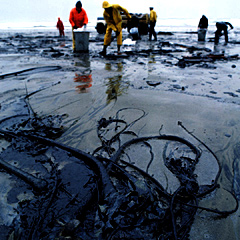

Розли́в на́фти — потрапляння нафти в довкілля в результаті дій людини. У це поняття також входять аварії танкерів, аварії на нафтових платформах, бурових установках, свердловинах, а також викид будь-яких речовин, отриманих від переробки сирої нафти. Ліквідація наслідків подібних подій займає від декількох місяців до декількох років.

## Ліквідація розливів нафти
Ліквідація аварійних розливів нафти, ЛАРН — комплекс заходів, спрямованих на видалення плям нафти і стоків нафтопродуктів з поверхні води і з ґрунтів.

### Методи ЛАРН
- механічні методи (виїмка ґрунтів, збір нафтопродуктів)
- фізико-хімічні методи (промивка, дренування, сорбція);
- Біологічні методи (біоремедіації і фіторемедіації);

Сорбційне очищення води є одним з ефективних способів. Перевагами даного методу, безумовно, можна віднести можливість видалення забруднень будь-якої природи практично до будь залишкової концентрації, керованість процесом і швидкість впливу (максимальна сорбція відбувається в перші 4 години).
Основними сорбентами є лігнін, алюмосилікат, графіт, тирса, торф.
Біологічні методи є найбільш екологічно безпечними і сприяють відновленню аварійних і систематичних нефтеразлівов у водоймах і водотоках до нормативних показників. Ліквідацією аварійних розливів нафти займаються спеціалізовані організації, що мають ліцензію на ведення аварійно-рятувальних робіт даного типу.
Однією з сучасних технологій очищення нафтостоків є так зване Біокомпостування  — керований біологічний процес окислення (розкладання) нафтових вуглеводнів спеціалізованої мікрофлорою до безпечних з'єднань окису вуглецю, води і органічної речовини біомаси. Біокомпостування проводять на спеціально організованих майданчиках (тимчасових або стаціонарних) — в оформлених грядах-буртах, що складаються з структурирующих матеріалів — торфу, тирси. Ефективність процесу досягається підтримкою певного тепловологого режиму компосту, вмісту кисню, співвідношенням азотно-фосфорних компонентів та кількості нафтоокислюючих мікрофлори. Весь процес займає від 2 до 4 місяців.
Особливості методу Біокомпостування :
- Попередньо виробляється сортування — видалення з опадів чужорідних предметів, подрібнення великих шматків, нафтові шлаки перемішуються і розміщуються в грядах на підготовленому майданчику;
- У гряди вносяться (баки), структуратори, стабілізатори, біологічні активні композиції, мінеральні добрива;
- У процесі біодеструкції періодично роблять розпушування і зволоження компосту.

### Стадії ЛАРН
1. Установка огорож, що перешкоджають подальшому поширенню забруднення (особливо актуально для збору нафтопродуктів на воді і запобігання розтікання нафтових плям), нафтовловлювачів, нефтеловушек. Див Бон (техніка)
2. Розпилення сорбентів (у тому числі біосорбентів), за допомогою яких проводиться природне розсіювання нафтопродуктів, що дозволяє мінімізувати наслідки розтікання нафтопродуктів до того, як вони торкнуться екологічно чисту зону;
3. Механічний збір нафтопродуктів. Для цього використовуються так звані Скимер (пристрої для збору нафти з поверхні води)

Ліквідація аварійних розливів на суші (з ґрунтів) відбувається за іншою схемою, ніж Ларн на воді. Але якщо передбачається можливість комплексного забруднення, використовуються універсальні системи ЛАРН. Як правило, вони виготовляються на замовлення з урахуванням регіональних, кліматичних та інших потреб, і являє собою комплекс професійного обладнання як для усунення аварійних розливів на воді, так і на суші.

## Український досвід
- На Херсонському суднобудівному заводі (SmartMaritimeGroup) побудовано спеціалізоване нафтозбирне судно «SeaAnt» для Адміністрації морських портів України.

Багатофункціональний нафтосміттєзбирач «SeaAnt» може виконувати функції буксира-кантовщик, судна забезпечення і бункерувальника прісною водою і паливом. Також судно призначене для гасіння пожеж берегових і розташованих в акваторії об'єктів і має льодовий захист ICE 2 (ЛП2).
Нафтосміттєзбирач оснащений сучасними системами навігації, засобами порятунку, додатковими засобами ліквідації надзвичайних ситуацій, а також комфортними приміщеннями для членів екіпажу.